# Edmond Lepelletier
Edmond Adolphe Le Pelletier de Bouhélier (París, 26 de junio de 1846  -  Vittel, 22 de julio de 1913) fue un político, escritor y periodista francés.

## Biografía
Su padre fue Auguste Alfred Le Pelletier de Bouhélier (1816-1868). Contrajo matrimonio en dos ocasiones, la primera con Jeanne Rougelet, con quien tuvo dos hijos, uno de ellos fue el también escritor Saint-Georges de Bouhélier (1876-1947); y la segunda, con Eugénie Thérèse Dumoulin, hermana del pintor paisajista Louis-Jules Dumoulin (1860-1924).
En el turbulento período de la Comuna de París en 1871 fue uno de los delegados del Consejo de Estado y trabajó como redactor del periódico "La Tribune du Peuple". Formó parte de la masonería y tuvo una ideología anticlerical y librepensadora. Fue condecorado con la Legión de Honor en 1882. Llegó a ser diputado por el departamento del Sena y concejal de Bougival.

## Literatura
En su juventud, Lepelletier fue compañero de Paul Verlaine en el Liceo y con él frecuentó los círculos parnasianos, aportando dos poemas a la primera edición de "Le Parnasse contemporain" (1866). Verlaine le dedicó su extenso poema "Nocturne parisien". En su calidad de amigo "más viejo" de Verlaine, escribió una biografía apologética que ha suscitado alguna controversia por tratar de exonerarle sistemáticamente de toda responsabilidad por sus vicios y escándalos, achacándolos a la influencia perniciosa de su amante Rimbaud y de su esposa Mathilde.
Fue amigo de Émile Zola, a quien también biografió. Como novelista, Lepelletier rescató y popularizó varios personajes de los antiguos romances cantados en época revolucionaria, como Fanfan-la-Tulipe y Madame Sans-Gêne, cuya fama se ha perpetuado en el siglo XX gracias al cine.

## Obras
- L'Amant de cœur (1884)

- Les Morts heureuses, cuentos con prefacio de Alphonse Daudet (1886)
- Soleils noirs et soleils roses (1887)
- Deux contes (1888)
- Madame Sans-Gêne, novela (1894)
- Les trahisons de Marie Louise, novela continuación de Madame Sans-Gêne (1895)
- La closerie des genêts, novela (1895)
- Fanfan-la-Tulipe, novela (1896)
- Les grands succès dramatiques (1899)
- Aux pays conquis, notes sur l'Alsace-Lorraine (1904)
- Paul Verlaine, sa vie, son oeuvre (1907)
- Émile Zola, sa vie, son oeuvre (1908)
- Histoire de la Commune de 1871, en 3 volúmenes (1911)